# Dan la Cour
Dan Barfod la Cour, född 12 september 1876, död 19 maj 1942, var en dansk meteorolog. Han var son till Poul la Cour och tillhörde den franskbördiga danska släkten la Cour.
La Cour var från 1902 knuten till meteorologiska institutionen i Köpenhamn, efter 1923 som direktör för detta. Han var docent i meteorologi vid Polyteknisk Læreanstalt från 1908. La Cour var president för den internationella kommissionen för polaråret 1932-33.